# Antonio García

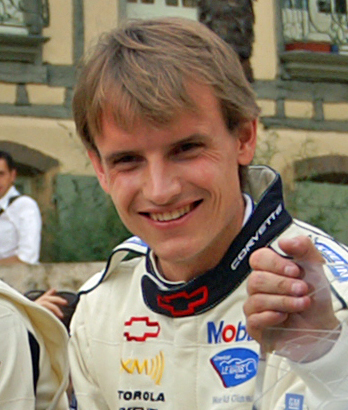
García in 2009

Antonio García (Madrid, 5 juni 1980) is een Spaans autocoureur.

## Carrière
Nadat hij zijn jeugd doorbracht in het karting, begon García met het formuleracing in de Formule Renault Campus in 1997. In 1998 stapte hij over naar het nieuwe Open Furtuna by Nissan-kampioenschap. In 1999 veranderde de naam in World Series by Nissan en in 2000 was García kampioen voor het team Campos Motorsport.
Door dit succes mocht hij een deel van het seizoen meedoen met de Formule 3000 en in 2001 maakte hij zijn sportscardebuut in de FIA GT.
In 2002 keerde hij fulltime terug naar de World Series by Nissan, was hij testrijder voor Minardi en eindigde als 12e in de FIA GT.
In 2003 reed hij fulltime in het European Touring Car Championship voor het team Ravaglia Motorsport in een BMW, waarin hij als 8e in het kampioenschap eindigde. Voor hetzelfde team eindigde hij in 2004 als 7e. In 2005 veranderde de naam van het kampioenschap in het World Touring Car Championship, waar hij als 9e eindigde.
In 2006 maakte hij zijn debuut in de 24 uur van Le Mans, waar hij samen met David Brabham en Nelson Piquet jr. als 4e in de GT1-klasse en als 9e overall eindigde, maar reed niet fulltime in een kampioenschap. In 2007 deed hij dit wel, nu in de Le Mans Series voor het team Team Modena in een Aston Martin DBR9, waar hij als 6e in het kampioenschap eindigde. In de 24 uur van Le Mans reed hij samen met de Nederlander Jos Menten en Christian Fittipaldi naar de 17e plaats en de 10e plaats in de GT1-klasse.
García tekende voor Cheever Racing om te rijden in de Rolex Sports Car Series in 2008, maar het team worstelde met hun nieuwe Coyote/Fabcar en García eindigde slechts als 21e in het kampioenschap. Ook dit jaar nam hij deel aan de 24 uur van Le Mans voor Aston Martin Racing in een Aston Martin DBR9, met als teamgenoten David Brabham en Darren Turner en won de GT1-klasse en eindigde als 13e overall.
Hij reed in 2009 voor Brumos Racing en won de 24 uur van Daytona samen met zijn teamgenoten David Donohue, Darren Law en Buddy Rice. Ook reed hij dat jaar voor Corvette Racing in de American Le Mans Series. Ook dit jaar reed hij de 24 uur van Le Mans, nu samen met Johnny O'Connell en Jan Magnussen. Ze wonnen de GT1-klasse en eindigden als 15e overall.
In 2010 reed hij met dezelfde teamgenoten in de GT2-klasse de race niet uit, maar in 2011 won hij weer de GTE Pro-klasse en eindigde als 11e overall samen met Olivier Beretta en Tommy Milner.
García is een goede vriend van voormalig Formule 1-kampioen Fernando Alonso uit de dagen dat ze samen kartten. Alonso was toeschouwer bij de 24 uur van Le Mans 2009 als gast van García. Hij rijdt momenteel voor Spirit of Daytona Racing in de Rolex Sports Car Series in de Daytona Prototype met nummer 90.
In 2014 werd García de testrijder van het Formule E-team China Racing Tijdens het derde raceweekend op het Punta del Este Street Circuit maakte hij zijn racedebuut als vervanger van Ho-Pin Tung.